# Torneo Apertura 2013 (Venezuela)
El Torneo Apertura es el primero de los dos torneos de la temporada 2013/14 de la primera división venezolana de fútbol.

## Aspectos generales

### Modalidad
El torneo se juega con el formato todos contra todos en una rueda de 17 fechas, en los que participan dieciocho equipos. El campeón será el que sume más puntos durante las 17 fechas. Los campeones de los dos torneos (Apertura y Clausura) se enfrentan en una final a partidos de ida y vuelta para definir al Campeón Nacional quien se lleva el título de liga es decir, la estrella de la temporada. La clasificación a la Copa Libertadores de América corresponde al ganador del Torneo Apertura.

### Información de los equipos
| Club                                       | Ciudad          | Entrenador          | Estadio                      | Capacidad | Indumentaria | Patrocinador Principal             |
| ------------------------------------------ | --------------- | ------------------- | ---------------------------- | --------- | ------------ | ---------------------------------- |
| Deportivo Lara                             | Cabudare        | José de Jesús Vera  | Metropolitano de Cabudare    | 45.312    | Lotto        | PDVSA / Banco de Venezuela         |
| Aragua Fútbol Club                         | Maracay         | Raúl Cavalleri      | Hermanos Ghersi              | 16.000    | Legea        | Gobierno Bolivariano de Aragua     |
| Atlético Venezuela C.F.                    | Caracas         | José Hernández      | Brígido Iriarte              | 12.500    | Adidas       | PDVSA                              |
| Carabobo Fútbol Club                       | Carabobo        | Jhonny Ferreira     | Polideportivo Misael Delgado | 10.400    | RS21         | Soy consciente Consumo eficiente   |
| Caracas Fútbol Club                        | Caracas         | Eduardo Saragó      | Olímpico de la UCV           | 21.900    | Adidas       | Maltín Polar                       |
| C.D. Mineros de Guayana                    | Ciudad Guayana  | Richard Páez        | CTE Cachamay                 | 41.300    | Skyros       | Gobernación de Bolívar             |
| Deportivo Anzoategui S.C.                  | Puerto La Cruz  | Juvencio Betancourt | José Antonio Anzoátegui      | 40.000    | Skyros       | Gobierno Bolivariano de Anzoategui |
| Deportivo La Guaira                        | Caracas         | Adrián Gallará      | Brígido Iriarte              | 12.500    | Joma         | Banco Caroní                       |
| Deportivo Petare Fútbol Club               | Caracas         | Saúl Maldonado      | Olímpico de la UCV           | 21.900    | Puma         | Herbalife                          |
| Deportivo Táchira F.C                      | San Cristóbal   | Daniel Farías       | Pueblo Nuevo                 | 38.755    | Joma         | PDVSA                              |
| Estudiantes de Mérida F.C                  | Mérida          | Manuel Plasencia    | Metropolitano de Mérida      | 42.200    | Academia SW  | Gobierno Socialista de Mérida      |
| Llaneros de Guanare F.C.                   | Guanare         | Miguel Acosta       | Rafael Calles Pinto          | 13.000    | Uhlsport     | Portuguesa Socialista              |
| Tucanes de Amazonas F.C.                   | Puerto Ayacucho | Horacio Matuszyczk  | Antonio José de Sucre        | 10.000    | Forte        | Gobernación de Amazonas            |
| Trujillanos Fútbol Club                    | Valera          | Pedro Vera          | José Alberto Pérez           | 14.000    | Kiukak       | PDVSA                              |
| Atlético El Vigía                          | El Vigía        | Ramón Hernández     | Ramón Hernández              | 12.765    | Runic        | PDVSA                              |
| Yaracuyanos Fútbol Club                    | San Felipe      | Gustavo Romanello   | Florentino Oropeza           | 11.000    | Forte        | Sin patrocinador                   |
| Zamora Fútbol Club                         | Barinas         | Noel Sanvicente     | Agustín Tovar                | 28.500    | Uhlsport     | Banco de Zamora                    |
| Zulia Fútbol Club                          | Maracaibo       | Alberto Valencia    | José Encarnación Romero      | 46.000    | Runic        | Gobierno Bolivariano del Zulia     |
| Datos actualizados el 19 de agosto de 2013 |                 |                     |                              |           |              |                                    |

## Estadios
| Estadio Metropolitano de Cabudare                                                                       |                                                                                              | |
| Estadio Metropolitano de Cabudare Ciudad: Cabudare Capacidad: 46,000 Club: Deportivo Lara               | Estadio José Encarnación Romero Ciudad: Maracaibo Capacidad: 45,000 Club: Zulia              | Polideportivo de Pueblo Nuevo Ciudad: San Cristóbal Capacidad: 42,500 Club: Deportivo Táchira       |
| |                                                                                              | |
| Estadio Metropolitano de Mérida Ciudad: Mérida Capacidad: 42,200 Club: Estudiantes de Mérida            | Estadio Cachamay Ciudad: Ciudad Guayana Capacidad: 41,300 Club: Mineros de Guayana           | Estadio José Antonio Anzoátegui Ciudad: Puerto La Cruz Capacidad: 41,000 Club: Deportivo Anzoátegui |
| |                                                                                              | |
| Estadio Agustín Tovar Ciudad: Barinas Capacidad: 27,500 Club: Zamora                                    | Estadio Olímpico de la UCV Ciudad: Caracas Capacidad: 24,900 Club: Caracas, Deportivo Petare | Estadio José Alberto Pérez Ciudad: Valera Capacidad: 24,000 Club: Trujillanos                       |
| |                                                                                              | |
| Hermanos Ghersi Ciudad: Maracay Capacidad: 16,000 Club: Aragua                                          | Rafael Calles Pinto Ciudad: Guanare Capacidad 13,000 Club: Llaneros de Guanare F.C.          | Estadio Ramón Hernández Ciudad: El Vigía Capacidad: 12,765 Club: Atlético El Vigía                  |
| |                                                                                              | |
| Estadio Florentino Oropeza Ciudad: San Felipe Capacidad: 11,000 Club: Yaracuyanos                       | Polideportivo Misael Delgado Ciudad: Valencia Capacidad: 10,500 Club: Carabobo               | Antonio José de Sucre Ciudad: Puerto Ayacucho Capacidad: 10,200 Club: Tucanes de Amazonas F.C.      |
| |                                                                                              | |
| Estadio Brígido Iriarte Ciudad: Caracas Capacidad: 10,000 Club: Atlético Venezuela, Deportivo La Guaira |                                                                                              | |

## Clasificación
|                                                 |     | Equipos de fútbol     |  | PJ | G  | E  | P  | GF | GC | Dif | Pts |
| ----------------------------------------------- | --- | --------------------- |  | -- | -- | -- | -- | -- | -- | --- | --- |
|                                                 | 1.  | Mineros de Guayana    |  | 17 | 11 | 5  | 1  | 28 | 15 | 13  | 38  |
|                                                 | 2.  | Caracas F. C          |  | 17 | 10 | 5  | 2  | 30 | 15 | 15  | 35  |
|                                                 | 3.  | Zamora F. C.          |  | 17 | 9  | 6  | 2  | 22 | 11 | 11  | 33  |
|                                                 | 4.  | Deportivo Anzoátegui  |  | 17 | 10 | 3  | 4  | 27 | 21 | 6   | 33  |
|                                                 | 5.  | Carabobo Fútbol Club  |  | 17 | 9  | 3  | 5  | 30 | 20 | 10  | 30  |
|                                                 | 6.  | Deportivo Táchira     |  | 17 | 8  | 5  | 4  | 31 | 18 | 13  | 29  |
|                                                 | 7.  | Atlético Venezuela    |  | 17 | 6  | 7  | 4  | 18 | 19 | -1  | 25  |
|                                                 | 8.  | Estudiantes de Mérida |  | 17 | 5  | 7  | 5  | 21 | 28 | -7  | 22  |
|                                                 | 9.  | Trujillanos F. C      |  | 17 | 3  | 12 | 2  | 24 | 19 | 5   | 21  |
|                                                 | 10. | Aragua F. C.          |  | 17 | 5  | 5  | 7  | 26 | 25 | 1   | 20  |
|                                                 | 11. | Llaneros de Guanare   |  | 17 | 5  | 4  | 8  | 21 | 25 | -4  | 19  |
|                                                 | 12. | Zulia F. C.           |  | 17 | 4  | 7  | 6  | 18 | 22 | -4  | 19  |
|                                                 | 13. | Deportivo Petare      |  | 17 | 3  | 9  | 5  | 14 | 19 | -5  | 18  |
|                                                 | 14. | Tucanes de Amazonas   |  | 17 | 4  | 5  | 8  | 23 | 28 | -5  | 17  |
|                                                 | 15. | Deportivo Lara        |  | 17 | 4  | 3  | 10 | 13 | 23 | -10 | 15  |
|                                                 | 16. | Atlético El Vigía     |  | 17 | 4  | 3  | 10 | 23 | 35 | -12 | 15  |
|                                                 | 17. | Deportivo La Guaira   |  | 17 | 2  | 8  | 7  | 12 | 20 | -8  | 14  |
|                                                 | 18. | Yaracuyanos F. C.     |  | 17 | 1  | 3  | 13 | 15 | 33 | -18 | 6   |
| Datos actualizados al: 15 de diciembre de 2013. |     |                       |  |    |    |    |    |    |    |     |     |

Pts = Puntos; PJ = Partidos jugados; G = Partidos ganados; E = Partidos empatados; P = Partidos perdidos; GF = Goles anotados; GC = Goles recibidos; Dif = Diferencia de goles
|  | Clasificado a la fase de grupos de la Copa Libertadores 2015 por haber salido campeón del Torneo Apertura.     |
|  | Clasificado a la segunda fase de la Copa Sudamericana 2014 por haber salido Campeón de la Copa Venezuela 2013. |

### Evolución de la clasificación
| Equipo / Jornada      | 1  | 2  | 3  | 4  | 5  | 6  | 7  | 8  | 9  | 10 | 11 | 12 | 13 | 14 | 15 | 16 | 17 |
| --------------------- | -- | -- | -- | -- | -- | -- | -- | -- | -- | -- | -- | -- | -- | -- | -- | -- | -- |
| Mineros de Guayana    | 8  | 5  | 7  | 3  | 2  | 4  | 5  | 6  | 7  | 7  | 6  | 5  | 3  | 2  | 2  | 1  | 1  |
| Caracas F. C.         | 2  | 1  | 6  | 2  | 1  | 1  | 1  | 1  | 2  | 2  | 2  | 2  | 2  | 1  | 1  | 4  | 2  |
| Zamora F. C.          | 5  | 3  | 1  | 1  | 4  | 3  | 3  | 4  | 4  | 3  | 5  | 6  | 6  | 4  | 3  | 2  | 3  |
| Deportivo Anzoátegui  | 9  | 11 | 8  | 5  | 3  | 2  | 2  | 2  | 1  | 1  | 1  | 1  | 4  | 5  | 4  | 3  | 4  |
| Carabobo FC           | 1  | 7  | 5  | 8  | 7  | 5  | 4  | 3  | 3  | 5  | 3  | 3  | 1  | 3  | 5  | 6  | 5  |
| Deportivo Táchira     | 4  | 2  | 3  | 6  | 5  | 6  | 6  | 7  | 6  | 4  | 7  | 7  | 7  | 6  | 6  | 5  | 6  |
| Atlético Venezuela    | 7  | 4  | 2  | 4  | 6  | 7  | 7  | 5  | 5  | 6  | 4  | 4  | 5  | 7  | 7  | 7  | 7  |
| Estudiantes de Mérida | 6  | 6  | 4  | 7  | 8  | 8  | 10 | 10 | 10 | 12 | 14 | 15 | 16 | 10 | 9  | 8  | 8  |
| Trujillanos F. C.     | 17 | 14 | 13 | 14 | 14 | 14 | 15 | 15 | 14 | 11 | 9  | 9  | 9  | 8  | 8  | 9  | 9  |
| Aragua F. C.          | 13 | 15 | 14 | 12 | 13 | 15 | 11 | 11 | 9  | 8  | 8  | 8  | 11 | 11 | 10 | 10 | 10 |
| Llaneros de Guanare   | 18 | 18 | 17 | 18 | 18 | 16 | 13 | 13 | 11 | 13 | 15 | 14 | 12 | 16 | 16 | 11 | 11 |
| Zulia F. C.           | 11 | 12 | 12 | 10 | 11 | 11 | 16 | 16 | 15 | 14 | 16 | 16 | 15 | 15 | 11 | 12 | 12 |
| Deportivo Petare      | 10 | 16 | 16 | 16 | 17 | 13 | 12 | 12 | 13 | 15 | 12 | 13 | 13 | 13 | 15 | 15 | 13 |
| Tucanes de Amazonas   | 12 | 9  | 9  | 11 | 12 | 9  | 9  | 8  | 8  | 9  | 10 | 11 | 8  | 9  | 12 | 13 | 14 |
| Deportivo Lara        | 16 | 10 | 11 | 9  | 9  | 10 | 8  | 9  | 12 | 10 | 11 | 12 | 14 | 14 | 13 | 16 | 15 |
| Atlético El Vigía     | 3  | 8  | 10 | 13 | 16 | 18 | 18 | 17 | 16 | 16 | 13 | 10 | 10 | 12 | 14 | 14 | 16 |
| Deportivo La Guaira   | 15 | 13 | 15 | 15 | 10 | 12 | 14 | 14 | 17 | 17 | 17 | 17 | 17 | 17 | 17 | 17 | 17 |
| Yaracuyanos F. C.     | 14 | 17 | 18 | 17 | 15 | 17 | 17 | 18 | 18 | 18 | 18 | 18 | 18 | 18 | 18 | 18 | 18 |

## Resultados
Calendario sujeto a cambios
| Atlético Venezuela   | 3:2 | Tucanes de Amazonas   | Brígido Iriarte         | 10 de agosto | 15:30 | --           | 2044  |
| Carabobo FC          | 4:0 | Llaneros de Guanare   | Misael Delgado          | 10 de agosto | 15:30 | DirecTV/TVES | 7035  |
| Aragua FC            | 2:3 | Estudiantes de Mérida | Hermanos Ghersi         | 11 de agosto | 19:00 | --           | 820   |
| Zamora FC            | 2:0 | Yaracuyanos FC        | Agustín Tovar           | 11 de agosto | 18:00 | DirecTV      | 5826  |
| Deportivo Anzoátegui | 1:0 | Deportivo Petare      | José Antonio Anzoátegui | 11 de agosto | 17:00 | --           | 540   |
| Atlético El Vigía    | 4:1 | Deportivo Lara        | Ramón Hernandez         | 11 de agosto | 15:30 | --           | 2581  |
| Deportivo Táchira    | 3:1 | Deportivo La Guaira   | Pueblo Nuevo            | 11 de agosto | 17:00 | --           | 12033 |
| Zulia FC             | 0:1 | Mineros de Guayana    | José Encarnación Romero | 11 de agosto | 16:00 | Canal I      | 3500  |
| Caracas FC           | 4:0 | Trujillanos FC        | Olímpico de la UCV      | 11 de agosto | 15:30 | Meridiano TV | 12222 |

| Yaracuyanos FC        | 0:2 | Deportivo Táchira    | Florentino Oropeza        | 17 de agosto | 16:00 | DirecTV      | 3637  |
| Mineros de Guayana    | 2:1 | Aragua FC            | CTE Cachamay              | 17 de agosto | 19:00 | Meridiano TV | 8737  |
| Tucanes de Amazonas   | 3:1 | Atlético El Vigía    | Antonio José de Sucre     | 18 de agosto | 15:30 | --           | 12120 |
| Deportivo Lara        | 3:0 | Deportivo Anzoátegui | Metropolitano de Cabudare | 18 de agosto | 15:30 | DirecTV      | 3395  |
| Deportivo Petare      | 1:3 | Zamora FC            | Olímpico de la UCV        | 18 de agosto | 15:30 | TVES         | 2196  |
| Atlético Venezuela    | 2:1 | Carabobo FC          | Brígido Iriarte           | 18 de agosto | 15:30 | --           | 3169  |
| Llaneros de Guanare   | 0:1 | Caracas FC           | Rafael Calles Pinto       | 18 de agosto | 16:00 | --           | 3625  |
| Trujillanos FC        | 1:1 | Zulia FC             | José Alberto Pérez        | 18 de agosto | 16:00 | --           | 546   |
| Estudiantes de Mérida | 0:0 | Deportivo La Guaira  | Metropolitano de Mérida   | 18 de agosto | 17:00 | --           | 5390  |

| Aragua FC            | 1:1 | Trujillanos FC        | Hermanos Ghersi         | 24 de agosto  | 19:00 | --           | 1507  |
| Deportivo Táchira    | 1:1 | Deportivo Petare      | Pueblo Nuevo            | 25 de agosto  | 17:00 | --           | 15502 |
| Zamora FC            | 2:0 | Deportivo Lara        | Agustín Tovar           | 25 de agosto  | 18:00 | Meridiano TV | 8865  |
| Deportivo Anzoátegui | 3:2 | Tucanes de Amazonas   | José Antonio Anzoátegui | 25 de agosto  | 17:00 | --           | 608   |
| Atlético El Vigía    | 0:2 | Atlético Venezuela    | Ramón Hernandez         | 25 de agosto  | 15:30 | --           | 2283  |
| Yaracuyanos FC       | 0:1 | Estudiantes de Mérida | Florentino Oropeza      | 25 de agosto  | 16:00 | --           | 1650  |
| Zulia FC             | 3:3 | Llaneros de Guanare   | José Encarnación Romero | 25 de agosto  | 16:00 | --           | 4271  |
| Caracas FC           | 3:4 | Carabobo FC           | Olímpico de la UCV      | 25 de agosto  | 15:30 | DirecTV      | 11564 |
| Deportivo La Guaira  | 1:1 | Mineros de Guayana    | Brígido Iriarte         | 30 de octubre | 19:00 | --           | 508   |

| Trujillanos FC      | 1:1 | Deportivo La Guaira   | José Alberto Pérez        | 31 de agosto    | 17:00 | --           | 235   |
| Deportivo Lara      | 1:0 | Deportivo Táchira     | Metropolitano de Cabudare | 31 de agosto    | 17:00 | Meridiano TV | 6030  |
| Atlético Venezuela  | 1:2 | Deportivo Anzoátegui  | Brígido Iriarte           | 31 de agosto    | 15:30 | DirecTV      | 2714  |
| Carabobo FC         | 0:2 | Zulia FC              | Misael Delgado            | 1 de septiembre | 15:30 | --           | 6063  |
| Tucanes de Amazonas | 1:1 | Zamora FC             | Antonio José de Sucre     | 1 de septiembre | 15:00 | --           | 14160 |
| Deportivo Petare    | 1:1 | Yaracuyanos FC        | Olímpico de la UCV        | 1 de septiembre | 15:30 | DirecTV      | 873   |
| Atlético El Vigía   | 1:2 | Caracas FC            | Ramón Hernandez           | 1 de septiembre | 15:30 | --           | 1883  |
| Llaneros de Guanare | 0:2 | Aragua FC             | Rafael Calles Pinto       | 1 de septiembre | 16:00 | --           | 1123  |
| Mineros de Guayana  | 3:0 | Estudiantes de Mérida | CTE Cachamay              | 1 de septiembre | 17:00 | --           | 6778  |

| Deportivo Petare      | 0:2 | Mineros de Guayana  | Olímpico de la UCV      | 14 de septiembre | 15:30 | DirecTV      | 451   |
| Yaracuyanos FC        | 1:0 | Deportivo Lara      | Florentino Oropeza      | 14 de septiembre | 18:00 | --           | 1878  |
| Estudiantes de Mérida | 0:0 | Trujillanos FC      | Metropolitano de Mérida | 14 de septiembre | 19:00 | --           | 4750  |
| Deportivo Táchira     | 2:1 | Tucanes de Amazonas | Pueblo Nuevo            | 15 de septiembre | 17:00 | --           | 4036  |
| Zamora FC             | 0:0 | Atlético Venezuela  | Agustín Tovar           | 15 de septiembre | 18:00 | --           | 10148 |
| Deportivo Anzoátegui  | 3:1 | Atlético El Vigía   | José Antonio Anzoátegui | 15 de septiembre | 17:00 | --           | 1162  |
| Deportivo La Guaira   | 1:0 | Llaneros de Guanare | Brígido Iriarte         | 15 de septiembre | 15:30 | --           | 326   |
| Aragua FC             | 1:2 | Carabobo FC         | Hermanos Ghersi         | 15 de septiembre | 18:00 | DirecTV/TVES | 2800  |
| Zulia FC              | 0:3 | Caracas FC          | José Encarnación Romero | 15 de septiembre | 16:00 | Meridiano TV | 5407  |

| Deportivo Lara       | 0:1 | Deportivo Petare      | Rafael Calles Pinto     | 21 de septiembre | 16:00 | --           | A puerta cerrada |
| Carabobo FC          | 2:0 | Deportivo La Guaira   | Misael Delgado          | 22 de septiembre | 16:00 | --           | 6228             |
| Atlético El Vigía    | 0:2 | Zamora FC             | Ramón Hernandez         | 22 de septiembre | 15:30 | --           | 1593             |
| Tucanes de Amazonas  | 2:0 | Yaracuyanos FC        | Antonio José de Sucre   | 22 de septiembre | 15:00 | --           | 8751             |
| Deportivo Anzoátegui | 1:0 | Zulia FC              | José Antonio Anzoátegui | 22 de septiembre | 17:00 | --           | 889              |
| Caracas FC           | 2:1 | Aragua FC             | Olímpico de la UCV      | 22 de septiembre | 16:00 | --           | 8143             |
| Llaneros de Guanare  | 5:1 | Estudiantes de Mérida | Rafael Calles Pinto     | 22 de septiembre | 16:00 | DirecTV      | 2880             |
| Trujillanos FC       | 0:0 | Mineros de Guayana    | José Alberto Pérez      | 22 de septiembre | 16:00 | Meridiano TV | 388              |
| Atlético Venezuela   | 1:1 | Deportivo Táchira     | Brígido Iriarte         | 16 de octubre    | 17:00 | DirecTV/TVES | 2116             |

| Deportivo Petare      | 0:0 | Tucanes de Amazonas  | Olímpico de la UCV        | 25 de septiembre | 15:30 | --           | 350  |
| Yaracuyanos FC        | 2:3 | Atlético Venezuela   | Florentino Oropeza        | 25 de septiembre | 19:30 | --           | 2304 |
| Deportivo Táchira     | 5:2 | Atlético El Vigía    | Pueblo Nuevo              | 25 de septiembre | 19:30 | --           | 2541 |
| Zamora FC             | 0:0 | Deportivo Anzoátegui | Agustín Tovar             | 25 de septiembre | 19:30 | DirecTV      | 4023 |
| Deportivo Lara        | 1:0 | Trujillanos FC       | Metropolitano de Cabudare | 25 de septiembre | 19:30 | DirecTV      | 3198 |
| Mineros de Guayana    | 0:0 | Llaneros de Guanare  | CTE Cachamay              | 25 de septiembre | 19:00 | --           | 7514 |
| Estudiantes de Mérida | 2:3 | Carabobo FC          | Metropolitano de Mérida   | 25 de septiembre | 20:00 | --           | 2650 |
| Deportivo La Guaira   | 0:2 | Caracas FC           | Brígido Iriarte           | 25 de septiembre | 19:00 | Meridiano TV | 1988 |
| Aragua FC             | 4:1 | Zulia FC             | Hermanos Ghersi           | 25 de septiembre | 19:00 | --           | 1192 |

| Aragua FC            | 2:3 | Zamora FC             | Hermanos Ghersi         | 28 de septiembre | 19:00 | --           | 1942 |
| Carabobo FC          | 4:0 | Mineros de Guayana    | Misael Delgado          | 29 de septiembre | 16:00 | Meridiano TV | 7275 |
| Deportivo Anzoátegui | 2:0 | Deportivo Táchira     | José Antonio Anzoátegui | 29 de septiembre | 18:00 | DirecTV      | 1935 |
| Atlético El Vigía    | 3:2 | Yaracuyanos FC        | Ramón Hernandez         | 29 de septiembre | 15:30 | --           | 1066 |
| Atlético Venezuela   | 0:0 | Deportivo Petare      | Brígido Iriarte         | 29 de septiembre | 16:00 | --           | 2056 |
| Tucanes de Amazonas  | 1:0 | Deportivo Lara        | Antonio José de Sucre   | 29 de septiembre | 15:00 | --           | 9920 |
| Zulia FC             | 0:0 | Deportivo La Guaira   | José Encarnación Romero | 29 de septiembre | 16:00 | --           | 2741 |
| Caracas FC           | 1:1 | Estudiantes de Mérida | Olímpico de la UCV      | 29 de septiembre | 16:00 | DirecTV/TVES | 7843 |
| Llaneros de Guanare  | 0:0 | Trujillanos FC        | Rafael Calles Pinto     | 29 de septiembre | 16:00 | --           | 2425 |

| Estudiantes de Mérida | 1:1 | Zulia FC             | Metropolitano de Mérida   | 5 de octubre | 19:00 | --           | 1900 |
| Mineros de Guayana    | 1:1 | Caracas FC           | CTE Cachamay              | 5 de octubre | 18:00 | DirecTV/TVES | 7756 |
| Deportivo Táchira     | 2:0 | Zamora FC            | Pueblo Nuevo              | 5 de octubre | 17:00 | --           | 5981 |
| Deportivo Lara        | 0:1 | Atlético Venezuela   | Metropolitano de Cabudare | 6 de octubre | 17:00 | --           | 2853 |
| Deportivo Petare      | 1:1 | Atlético El Vigía    | Olímpico de la UCV        | 6 de octubre | 15:30 | --           | 350  |
| Yaracuyanos FC        | 1:2 | Deportivo Anzoátegui | Florentino Oropeza        | 6 de octubre | 16:00 | --           | 2374 |
| Llaneros de Guanare   | 3:2 | Tucanes de Amazonas  | Rafael Calles Pinto       | 6 de octubre | 16:00 | --           | 3253 |
| Trujillanos FC        | 1:1 | Carabobo FC          | José Alberto Pérez        | 6 de octubre | 16:00 | --           | 830  |
| Deportivo La Guaira   | 0:1 | Aragua FC            | Brígido Iriarte           | 6 de octubre | 16:00 | DirecTV      | 606  |

| Deportivo Anzoátegui | 1:2 | Aragua FC             | José Antonio Anzoátegui   | 20 de octubre | 17:00 | --             | 1365 |
| Atlético El Vigía    | 1:1 | Zulia FC              | Ramón Hernandez           | 20 de octubre | 15:30 | --             | 987  |
| Atlético Venezuela   | 0:0 | Caracas FC            | Brígido Iriarte           | 20 de octubre | 16:00 | DirecTV / TVES | 5128 |
| Tucanes de Amazonas  | 0:0 | Carabobo FC           | Antonio José de Sucre     | 20 de octubre | 15:00 | --             | 9223 |
| Zamora FC            | 2:1 | Deportivo La Guaira   | Agustín Tovar             | 20 de octubre | 18:00 | --             | 4808 |
| Deportivo Lara       | 2:1 | Llaneros de Guanare   | Metropolitano de Cabudare | 20 de octubre | 15:30 | --             | 2374 |
| Deportivo Petare     | 0:3 | Trujillanos FC        | Olímpico de la UCV        | 20 de octubre | 15:30 | Meridiano TV   | 723  |
| Yaracuyanos FC       | 1:2 | Mineros de Guayana    | Florentino Oropeza        | 20 de octubre | 16:00 | --             | 1509 |
| Deportivo Táchira    | 4:0 | Estudiantes de Mérida | Pueblo Nuevo              | 20 de octubre | 18:00 | DirecTV        | 3817 |

| Deportivo La Guaira   | 1:2 | Deportivo Anzoátegui | Brígido Iriarte         | 26 de octubre   | 19:00 | DirecTV        | 585   |
| Aragua FC             | 1:2 | Atlético El Vigía    | Hermanos Ghersi         | 27 de octubre   | 19:00 | --             | 1417  |
| Zulia FC              | 0:1 | Atlético Venezuela   | José Encarnación Romero | 27 de octubre   | 16:00 | --             | 850   |
| Caracas FC            | 2:0 | Tucanes de Amazonas  | Olímpico de la UCV      | 27 de octubre   | 15:30 | DirecTV / TVES | 6488  |
| Carabobo FC           | 3:2 | Deportivo Lara       | Misael Delgado          | 27 de octubre   | 15:30 | --             | 6382  |
| Llaneros de Guanare   | 1:2 | Deportivo Petare     | Rafael Calles Pinto     | 27 de octubre   | 16:00 | --             | 2143  |
| Trujillanos FC        | 5:2 | Yaracuyanos FC       | José Alberto Pérez      | 27 de octubre   | 16:00 | --             | 542   |
| Mineros de Guayana    | 1:0 | Deportivo Táchira    | CTE Cachamay            | 27 de octubre   | 16:00 | Meridiano TV   | 12370 |
| Estudiantes de Mérida | 1:1 | Zamora FC            | Metropolitano de Mérida | 13 de noviembre | 19:30 | --             | 945   |

| Atlético Venezuela   | 1:1 | Aragua FC             | Brígido Iriarte           | 3 de noviembre | 15:30 | TVES         | 1483 |
| Tucanes de Amazonas  | 2:2 | Zulia FC              | Antonio José de Sucre     | 3 de noviembre | 15:00 | --           | 8150 |
| Deportivo Lara       | 1:1 | Caracas FC            | Metropolitano de Cabudare | 3 de noviembre | 15:30 | DirecTV      | 8691 |
| Deportivo Petare     | 0:0 | Carabobo FC           | Olímpico de la UCV        | 3 de noviembre | 15:30 | --           | 538  |
| Atlético El Vigía    | 2:0 | Deportivo La Guaira   | Ramón Hernandez           | 3 de noviembre | 15:30 | --           | 1315 |
| Yaracuyanos FC       | 1:2 | Llaneros de Guanare   | Florentino Oropeza        | 3 de noviembre | 16:00 | --           | 959  |
| Deportivo Táchira    | 2:2 | Trujillanos FC        | Pueblo Nuevo              | 3 de noviembre | 17:00 | --           | 5259 |
| Zamora FC            | 0:0 | Mineros de Guayana    | Agustín Tovar             | 3 de noviembre | 18:00 | --           | 5339 |
| Deportivo Anzoátegui | 1:1 | Estudiantes de Mérida | José Antonio Anzoátegui   | 3 de noviembre | 17:00 | Meridiano TV | 1286 |

| Aragua FC             | 1:2 | Tucanes de Amazonas  | Hermanos Ghersi         | 9 de noviembre  | 19:00 | --           | 1012 |
| Estudiantes de Mérida | 3:3 | Atlético El Vigía    | Metropolitano de Mérida | 9 de noviembre  | 19:00 | --           | 2200 |
| Zulia FC              | 4:1 | Deportivo Lara       | José Encarnación Romero | 10 de noviembre | 16:00 | --           | 372  |
| Caracas FC            | 2:2 | Deportivo Petare     | Olímpico de la UCV      | 10 de noviembre | 15:30 | Meridiano TV | 6161 |
| Carabobo FC           | 3:1 | Yaracuyanos FC       | Misael Delgado          | 10 de noviembre | 15:30 | --           | 5685 |
| Deportivo La Guaira   | 0:0 | Atlético Venezuela   | Brígido Iriarte         | 10 de noviembre | 15:30 | --           | 697  |
| Llaneros de Guanare   | 1:1 | Deportivo Táchira    | Rafael Calles Pinto     | 10 de noviembre | 16:00 | --           | 3246 |
| Trujillanos FC        | 0:0 | Zamora FC            | José Alberto Pérez      | 10 de noviembre | 16:00 | --           | 1412 |
| Mineros de Guayana    | 4:3 | Deportivo Anzoátegui | CTE Cachamay            | 10 de noviembre | 16:00 | DirecTV/TVES | 8693 |

| Deportivo Lara       | 0:0 | Aragua FC             | Rafael Calles Pinto     | 16 de noviembre | 19:00 | --      | A puerta cerrada |
| Deportivo Petare     | 1:1 | Zulia FC              | Olímpico de la UCV      | 17 de noviembre | 15:30 | --      | 236              |
| Yaracuyanos FC       | 0:1 | Caracas FC            | Florentino Oropeza      | 17 de noviembre | 16:00 | --      | 2254             |
| Deportivo Táchira    | 3:1 | Carabobo FC           | Pueblo Nuevo            | 17 de noviembre | 17:00 | TVES    | 5382             |
| Tucanes de Amazonas  | 0:2 | Deportivo La Guaira   | Antonio José de Sucre   | 17 de noviembre | 15:00 | --      | 7122             |
| Zamora FC            | 3:1 | Llaneros de Guanare   | Agustín Tovar           | 17 de noviembre | 18:00 | --      | 4300             |
| Deportivo Anzoátegui | 1:1 | Trujillanos FC        | José Antonio Anzoátegui | 17 de noviembre | 17:00 | DirecTV | 490              |
| Atlético El Vigía    | 1:2 | Mineros de Guayana    | Ramón Hernandez         | 17 de noviembre | 15:30 | --      | 1628             |
| Atlético Venezuela   | 1:3 | Estudiantes de Mérida | Brígido Iriarte         | 17 de noviembre | 15:30 | --      | 906              |

| Aragua FC             | 2:1 | Deportivo Petare     | Hermanos Ghersi         | 23 de noviembre | 19:00 | --           | 719   |
| Estudiantes de Mérida | 3:1 | Tucanes de Amazonas  | Metropolitano de Mérida | 23 de noviembre | 19:00 | --           | 986   |
| Zulia FC              | 1:0 | Yaracuyanos FC       | José Encarnación Romero | 24 de noviembre | 16:00 | --           | 419   |
| Caracas FC            | 1:0 | Deportivo Táchira    | Olímpico de la UCV      | 24 de noviembre | 15:30 | DirecTV/TVES | 18644 |
| Carabobo FC           | 0:1 | Zamora FC            | Misael Delgado          | 24 de noviembre | 15:30 | Meridiano TV | 7909  |
| Deportivo La Guaira   | 0:0 | Deportivo Lara       | Brígido Iriarte         | 24 de noviembre | 15:30 | --           | 1000  |
| Llaneros de Guanare   | 0:1 | Deportivo Anzoátegui | Rafael Calles Pinto     | 24 de noviembre | 16:00 | --           | 2907  |
| Trujillanos FC        | 4:0 | Atlético El Vigía    | José Alberto Pérez      | 24 de noviembre | 16:00 | --           | 1060  |
| Mineros de Guayana    | 3:0 | Atlético Venezuela   | CTE Cachamay            | 24 de noviembre | 16:00 | --           | 16508 |

| Deportivo Lara       | 0:1 | Estudiantes de Mérida | Rafael Calles Pinto     | 29 de noviembre | 19:00 | --           | A puerta cerrada |
| Yaracuyanos FC       | 1:1 | Aragua FC             | Florentino Oropeza      | 1 de diciembre  | 16:00 | --           | 1335             |
| Deportivo Táchira    | 2:0 | Zulia FC              | Pueblo Nuevo            | 1 de diciembre  | 16:00 | --           | 2485             |
| Zamora FC            | 2:1 | Caracas FC            | Agustín Tovar           | 1 de diciembre  | 16:00 | DirecTV/TVES | 12570            |
| Deportivo Anzoátegui | 2:1 | Carabobo FC           | José Antonio Anzoátegui | 1 de diciembre  | 16:00 | Meridiano TV | 1382             |
| Deportivo Petare     | 1:1 | Deportivo La Guaira   | Olímpico de la UCV      | 1 de diciembre  | 16:00 | --           | 196              |
| Atlético El Vigía    | 1:2 | Llaneros de Guanare   | Ramón Hernandez         | 1 de diciembre  | 16:00 | --           | 402              |
| Atlético Venezuela   | 2:2 | Trujillanos FC        | Brígido Iriarte         | 1 de diciembre  | 16:00 | --           | 463              |
| Tucanes de Amazonas  | 2:3 | Mineros de Guayana    | Antonio José de Sucre   | 1 de diciembre  | 16:00 | --           | 8720             |

| Aragua FC             | 3:3 | Deportivo Táchira    | Hermanos Ghersi         | 15 de diciembre | 15:30 | --           | 1.472            |
| Zulia FC              | 1:0 | Zamora FC            | José Encarnación Romero | 15 de diciembre | 15:30 | Meridiano TV | 1.293            |
| Caracas FC            | 3:2 | Deportivo Anzoátegui | Olímpico de la UCV      | 15 de diciembre | 15:30 | --           | A puerta cerrada |
| Carabobo FC           | 1:0 | Atlético El Vigía    | Misael Delgado          | 15 de diciembre | 15:30 | --           | 4.442            |
| Deportivo La Guaira   | 2:2 | Yaracuyanos FC       | Brígido Iriarte         | 15 de diciembre | 15:30 | --           | 630              |
| Llaneros de Guanare   | 2:0 | Atlético Venezuela   | Rafael Calles Pinto     | 15 de diciembre | 15:30 | --           | 2.849            |
| Trujillanos FC        | 2:2 | Tucanes de Amazonas  | José Alberto Pérez      | 15 de diciembre | 15:30 | --           | 585              |
| Mineros de Guayana    | 3:1 | Deportivo Lara       | CTE Cachamay            | 15 de diciembre | 15:30 | DirecTV/TVES | 41.652           |
| Estudiantes de Mérida | 0:2 | Deportivo Petare     | Guillermo Soto Rosa     | 15 de diciembre | 15:30 | --           | 2.500            |

### Máximos goleadores
| Pos. | Jugador        | Equipo               | Goles | P. J. | Prom. |
| ---- | -------------- | -------------------- | ----- | ----- | ----- |
| 1.º  | Pablo Olivera  | Carabobo Fútbol Club | 11    | 16    | 0.69  |
| 1.º  | Zamir Valoyes  | Mineros de Guayana   | 11    | 17    | 0.65  |
| 2.º  | Edwin Aguilar  | Deportivo Anzoátegui | 10    | 15    | 0.66  |
| 3.º  | Gelmín Rivas   | Deportivo Táchira    | 9     | 17    | 0.53  |
| 4.º  | Leandro Vargas | Llaneros de Guanare  | 7     | 15    | 0.47  |
| 4.º  | Nestor Bareiro | Aragua FC            | 7     | 12    | 0.58  |

### Hat-Tricks o más
| Pos. | Jugador          | Equipo                  | Adversario              | Resultado | Cantidad | Fecha            |
| ---- | ---------------- | ----------------------- | ----------------------- | --------- | -------- | ---------------- |
| 1.   | Pablo Olivera    | Carabobo Fútbol Club    | Llaneros de Guanare     | 4-0       | 3        | 10 de agosto     |
| 2.   | Alfredo Padilla  | Zulia Fútbol Club       | Llaneros de Guanare     | 3-3       | 3        | 25 de agosto     |
| 3.   | Zamir Valoyes    | Mineros de Guayana      | Estudiantes de Mérida   | 3-0       | 3        | 1 de septiembre  |
| 4.   | Nestor Bareiro   | Aragua Fútbol Club      | Zulia Fútbol Club       | 4-1       | 3        | 25 de septiembre |
| 5.   | Framber Villegas | Trujillanos Fútbol Club | Yaracuyanos Fútbol Club | 5-2       | 3        | 27 de octubre    |
| 6.   | Richard Blanco   | Mineros de Guayana      | Deportivo Anzoategui    | 4-3       | 3        | 10 de noviembre  |

### Porteros menos goleados
| Pos. | Jugador             | Equipo              | Goles enc. | Partidos | Cociente |
| ---- | ------------------- | ------------------- | ---------- | -------- | -------- |
| 1.º  | Alexis Angulo       | Zamora FC           | 11         | 17       | 0.65     |
| 2.º  | Rafael Romo         | Mineros de Guayana  | 15         | 17       | 0.88     |
| 2.º  | Alain Baroja        | Caracas Fútbol Club | 15         | 16       | 0.94     |
| 3.º  | Breiner Castillo    | Deportivo Táchira   | 10         | 11       | 0.91     |
| 4.º  | Javier Toyo         | Atlético Venezuela  | 19         | 17       | 1.12     |
| 4.º  | Luis Rojas          | Trujillanos FC      | 19         | 17       | 1.12     |
| 5.º  | Geancarlos Martínez | Deportivo Petare    | 18         | 16       | 1.13     |

## Asistencias a los estadios
La tabla siguiente muestra la cantidad de espectadores que acumuló cada equipo en sus respectivos partidos.
| Pos. | Equipos               | PJ | As.     | Prom.  |
| ---- | --------------------- | -- | ------- | ------ |
| 1.   | Mineros de Guayana    | 8  | 101.011 | 13.751 |
| 2.   | Caracas FC            | 7  | 71.065  | 10.152 |
| 3.   | Tucanes de Amazonas   | 8  | 78.166  | 9.771  |
| 4.   | Zamora FC             | 8  | 55.679  | 6.960  |
| 5.   | Carabobo FC           | 8  | 51.019  | 6.377  |
| 6.   | Deportivo Táchira     | 9  | 57.036  | 6.337  |
| 7.   | Deportivo Lara        | 6  | 26.541  | 4.424  |
| 8.   | Llaneros de Guanare   | 9  | 24.461  | 2.718  |
| 9.   | Estudiantes de Mérida | 8  | 21.321  | 2.665  |
| 10.  | Zulia FC              | 8  | 18.853  | 2.357  |
| 11.  | Atlético Venezuela    | 9  | 20.079  | 2.231  |
| 12.  | Yaracuyanos FC        | 9  | 17.900  | 1.989  |
| 13.  | Atlético El Vigía     | 9  | 13.679  | 1.520  |
| 14.  | Aragua FC             | 9  | 12.881  | 1.431  |
| 15.  | Deportivo Anzoátegui  | 9  | 9.657   | 1.073  |
| 16.  | Deportivo La Guaira   | 8  | 6.340   | 793    |
| 17.  | Trujillanos FC        | 8  | 5.406   | 676    |
| 18.  | Deportivo Petare      | 9  | 5.913   | 657    |

## Mayor Asistencia
Mineros de Guayana vs Deportivo Lara
Asistencia: 41.652